# Nordic Battlegroup 08
Nordic Battlegroup 08 (NBG 08), eller (mer sällan) Nordiska stridsgruppen, var en av EU:s snabbinsatsstyrkor. Styrkan stod under perioden 1 januari–30 juni 2008 i parallell beredskap med Spanish-led Battlegroup.

## Historik
Sverige ledde denna snabbinsatsstyrka, ledd av brigadgeneral Karl Engelbrektsson, men hade ett samarbete med Storbritannien på ett militärstrategiskt plan. Övriga länder som deltog och bidrog till styrkan var Norge, Finland, Estland och Irland.
Syftet med snabbinsatsstyrkan var att vara ett verktyg för EU, främst för att vara först på plats vid händelse av konflikt eller annan kris. Inom tio dagar efter att beslut har tagits skulle Nordic Battlegroup kunna finnas på plats.
Nordic Battlegroup kom att ligga i beredskap under perioden januari–juni 2008, parallellt med en snabbinsatsstyrka ledd av Spanien (Spanish-led Battlegroup). Dessa två grupper blev avlösta av Frankrike och Tyskland (French - German based Battlegroup) samt Storbritannien (British Battlegroup). Nästa Battlegroup Sverige ledde var under perioden januari-juni 2011 (Nordic Battlegroup 11).
Styrkans karaktär och syfte var typisk för det svenska insatsförsvaret. 
- Operations Head Quarter (OHQ) för Nordic Battlegroup var grupperat i London/Storbritannien.
- Force Head Quarter (FHQ), var grupperat i Enköping.

## Uppdrag
Huvuduppgiften för Nordic Battlegroup var att på uppdrag av EU, stå i beredskap för att med kort varsel kunna vara på plats som en första militär åtgärd i ett katastrof- eller konfliktområde. Redan inom tio dagar skulle man kunna börja lösa sin uppgift. Dessa uppgifter rörde sig längs hela konfliktskalan, från humanitär hjälp till väpnad strid.

## Nordic Battlegroup
- Insats efter beslut: Inom 10 dagar
- Sammanhållande ansvar: Sverige

Kommandotecken för Nordic Battle Group som förs av dess befähavare i fält

- Ingående länder: Sverige, Finland, Norge, Estland, Irland[1]
- Antal soldater: 2 800 (med stödförband) varav 2 300 från Sverige  [källa behövs]
- Verkningsradie: 600 mil från Bryssel (planeringsförutsättning)
- Beredskapsperiod: 1 januari - 30 juni 2008
- Uthållighet vid insats: 30 dagar, kunde förlängas till 120 dagar

## Ingående förband
- 41. Rapid reaction battalion:

- Bataljonstab: P 4, Skövde

Länder som deltog i Nordic Battlegroup.

- Stab/granatkastarkompani: P 4, Skövde 

- Granatkastarkompani Björneborgs brigad, Finland

- Lätt skyttekompani med bandvagn 309: I 19, Boden

- Mekaniserat skyttekompani med stridsfordon 90: P 7, Revinge

- Luftburen skvadron: K 3, Karlsborg

- Trosskompani: I 19, Boden
- ISTAR-kompani:

- Field humint team: Livgardet, Kungsängen

- Underrättelsepluton: K 3, Karlsborg

- Jägarpluton: AJB, Arvidsjaur

- Televapen|Telekrigtropp: Ledningsregementet, Enköping

- Artillerilokaliseringsradar: Artilleriregementet, Boden
- Stabskompani: Ledningsregementet, Enköping
- Sambandskompani: Ledningsregementet, Enköping
- Psyopsenhet: Ledningsregementet, Enköping
- Luftvärnskompani: Lv 6, Halmstad
- Flygplatsbataljon: F 17, Ronneby
- Transportflygenhet: F 7, Såtenäs
- Ingenjörkompani: Ing 2, Eksjö
- Helikopterenhet: Helikopterflottiljen, Linköping
- Logistikbataljon: Trängregementet, Skövde
- Movconpluton: Trängregementet, Skövde
- Medical Task Force: Norge med Kirurgtropp från Trängregementet, Skövde
- Militärpolisenhet: Livgardet, Kungsängen och Björneborgs brigad, Finland
- CBRN-enhet: Björneborgs brigad, Finland och delar från Totalförsvarets skyddcentrum, Umeå
- Stridsflygenhet: F 21, Luleå
- Geografisk supportgrupp: Ing 2, Eksjö och Björneborgs brigad, Finland
- IEDD (Improvised Explosive Device Disposal) kompani: Irland
- National Support Element: Sverige

## Förbandstecken

NBG:s vapen med fallos.

Blasonering: "I blått fält ett lejon av silver med svart öga och röd beväring. I lejonets vänstra framtass en olivkvist och i den högra ett svärd, båda av guld." Under vapnet ligger en banderoll med texten "Ad Omnia Paratus", som betyder ungefär "Beredda för allt". Färgerna är baserade på de fyra ursprungliga ländernas flaggor; den blåa finns i alla flaggorna, medan den gula färgen i olivkvisten och svärdet kommer från Sveriges gula kors, lejonets röda "beväring" - klor, tänder och tunga - kommer från den norska flaggan och det svarta ögat kommer från den estniska flaggan. Då Irland sedan anslöt skapade detta vissa problem då det innebar att både grön och orange saknades. Dock löstes detta genom att man fann att det irländska statsvapnet visade en gul lyra på blå botten. Fanan tog ca: 400 timmar att sy, och den är designad och 'påhittad' av konstnären och bildläraren Kristiina (efternamn tillfälligt okänd).
Lejonet hade i ursprungsförslaget en fallos, då det inom heraldiken ska framgå att lejonet är av hankön, och omgavs av en ring av EU-stjärnor. Stjärnorna togs bort då man beslöt att Nordic Battlegroup skulle kunna sättas in i stater utanför EU och lejonets fallos blev borttagen efter beslut av brigadgeneral Karl Engelbrektsson.